# Copa del Rei de futbol 2020-21
La Copa del Rei de futbol 2020-21 fou l'edició número 117 de la Copa del Rei de futbol, la competició estatal per eliminatòries del futbol espanyol. Hi participaren un total de 116 equips, integrats per 42 equips de Primera i Segona Divisió, 28 de Segona B, 32 de Tercera Divisió, 10 de les primeres divisions regionals i els quatre semifinalistes de la Copa Federació. El lema de la Copa del Rei 2020-21 fins a la final de la Cartuja era: Road to Sevilla.
El campió fou el FC Barcelona, que va vèncer a la final per 0-4 contra l'Athletic Club a l'Estadi de la Cartuja.

## Format
Un cop confirmat per l'Assemblea General Extraordinària de la RFEF, en el format actual de la Copa del Rei de futbol jugaran un total de 116 equips dividits en les següents categories:
- 20 equips de Primera Divisió. Els quatre classificats per a la Supercopa d'Espanya, entraran a la tercera ronda eliminatòria (setzens de final).
- 22 equips de Segona Divisió.
- 28 equips de Segona Divisió B. Els set primers classificats per cada grup, que correrien en cas que es trobin entre ells equips filials o dependents.
- 32 equips de Tercera Divisió. Sempre que no siguin filials o dependents, es classificaran els 18 campions, així com els 14 subcampions amb millor coeficient de cada grup.
- 4 equips semifinalistes de la Copa RFEF.
- 10 equips de les primeres divisions regionals. Sortiran resultants d'una eliminatòria prèvia entre els campions de cadascuna de les vint federacions territorials.

Per accedir a la final, es disputaran sis rondes eliminatòries, totes elles a partit únic a excepció de les semifinals, que es disputaran en format d'anada i tornada. A la primera ronda eliminatòria, els 10 equips procedents de la Prèvia Interterritorial s'emparellaran amb 10 de primera divisió. Els 28 equips restants de Primera i Segona Divisió s'emparellaran amb els 4 procedents de la Copa RFEF, els 21 que competiran a Tercera divisió i tres Segona B. La resta d'equips de Segona B s'enfrontaran entre si, en quedarà un exempt d'aquesta primera ronda. Queden exempts els equips participants de la Supercopa fins a setzens de final. Es jugaran un total de 55 partits, amb 111 equips participants. Els guanyadors accediran a la Segona ronda.
Tots els partits es disputaran en camp de l'equip de menor categoria. En cas de mateixa categoria serà a sorteig pur, al camp del primer equip que surti en el sorteig.

## Calendari
La RFEF va lliurar al CSD el calendari de competició el 27 d'agost de 2020.
| Ronda            | Sorteig                | Dates                              | Partits | Clubs          | Detalls |
| ---------------- | ---------------------- | ---------------------------------- | ------- | -------------- | --- |
| Preliminar       | 29 d'octubre de 2020   | 11 de novembre de 2020             | 10      | 20 → 10 (+102) | Incorporacions: Clubs classificats de la cinquena categoria el 2019–20. Format del sorteig: Els equips es van enfrontar entre si d'acord amb criteris de proximitat geogràfica. Equip local: L'equip de menor categoria o segons el sorteig per a equips de la mateixa categoria. Tipus d'eliminatòria: Partit únic |
| Primera ronda    | 16 de novembre de 2020 | 15-17, 23 i 30 de desembre de 2020 | 56      | 112 → 56       | Incorporacions: Tots els equips participants restants menys els quatre participants de la Supercopa d'Espanya. Format del sorteig: Els equips de Laliga (primera i segona divisió) s'enfronten als equips de Tercera Divisió i Divisions Regionals. Els quatre restants s'enfronten a equips de Segona Divisió B. Equip local: Equip de menor categoria, o segons sorteig si són de la mateixa categoria Tipus d'eliminatòria: Partit únic |
| Segona ronda     | 18 de desembre de 2020 | 5-7 de gener de 2021               | 28      | 56 → 28 (+4)   | Format del sorteig: Els equips de menys categoria s'enfronten als equips de Laliga (primera i segona divisió). Equip local: Equip de menor categoria, o segons sorteig si són de la mateixa categoria Tipus d'eliminatòria: Partit únic |
| Setzens de final | 8 de gener de 2021     | 16-17, 20 i 21 de gener de 2021    | 16      | 32 → 16        | Incorporacions: Els quatre equips participants de la Supercopa d'Espanya. Format del sorteig: Sense restriccions Equip local: Equip de menor categoria, o segons sorteig si són de la mateixa categoria Tipus d'eliminatòria: Partit únic |
| Vuitens de final | 22 de gener de 2021    | 26-28 de gener de 2021             | 8       | 16 → 8         | Format del sorteig: Sense restriccions Equip local: Equip de menor categoria, o segons sorteig si són de la mateixa categoria Tipus d'eliminatòria: Partit únic |
| Quarts de final  | Per decidir            | 3 de febrer de 2021                | 4       | 8 → 4          | Format del sorteig: Sense restriccions Equip local: Equip de menor categoria, o segons sorteig si són de la mateixa categoria Tipus d'eliminatòria: Partit únic |
| Semifinals       | Per decidir            | 10 de febrer de 2021               | 4       | 4 → 2          | Format del sorteig: Sense restriccions Equip local: Segons el sorteig Tipus d'eliminatòria: Doble partit |
| Semifinals       | Per decidir            | 3 de març de 2021                  | 4       | 4 → 2          | Format del sorteig: Sense restriccions Equip local: Segons el sorteig Tipus d'eliminatòria: Doble partit |
| Final            | Per decidir            | 17 d'abril de 2021                 | 1       | 2 → 1          | Partit únic, a l'estadi "La Cartuja" (Sevilla) decidit per la RFEF. Classificació per a la UEFA Europa League: el campió es classifica per a la fase de grups |

Notes
- Les eliminatòries de doble partit imposen la regla de gols com a visitant; les rondes de partit únic, no.
- Els partits que acabin en empat després dels 90 minuts, es decidiran en temps extra; i si persisteix l'empat, per penals.

## Participants
Hi participen els vint equips de Primera, els vint-i-dos de Segona, vint de Segona B, trenta-dos de Tercera de l'anterior temporada, a més de deu equips de la màxima categoria territorial i els quatre semifinalistes de la Copa RFEF. S'indiquen amb (S) els equips que participen en la Supercopa i s'hi incorporen en els setzens de final.
| Temporada 2019-20 | Temporada 2019-20 | Temporada 2019-20 | Temporada 2019-20 | Temporada 2020-21                                  | Temporada 2020-21 |
| 1a Divisió (20 equips) | 2a Divisió (22 equips) | 2a Divisió "B" (28 equips) | 3a Divisió (32 equips) | Copa RFEF (4 equips)                               | Territorials (10 equips) |
| Reial Madrid CFS FC BarcelonaS C. Atlético de Madrid Sevilla FC Vila-real CF Reial SocietatS Granada CF Getafe CF Valencia CF CA Osasuna Athletic ClubS Llevant UE R. Valladolid CF SD Eibar Reial Betis Deportivo Alavés RC Celta CD Leganés RCD Mallorca RCD Espanyol | SD Huesca Cadis CF Elx CF R. Zaragoza UD Almería Girona FC Rayo Vallecano CF Fuenlabrada UD Las Palmas A.D. Alcorcón CD Mirandés CD Tenerife R. Sporting Málaga CF R. Oviedo CD Lugo Albacete Balompié SD Ponferradina RC Deportivo CD Numancia Extremadura UD R. Racing Club | - Grup I CE Atlètic Balears UD Ibiza-Eivissa Penya Esportiva Sta. Eulària Coruxo FC CF Rayo Majadahonda Internacional de Madrid Pontevedra CF - Grup II UD Logroñés Cultural Leonesa SD Amorebieta Burgos CF CD Guijuelo C. Haro Deportivo CD Calahorra - Grup III CE Castelló CE Sabadell FC UE Cornellá C. Lleida Esportiu UE Olot FC Andorra CF La Nucía - Grup IV FC Cartagena Marbella FC CD Badajoz Yeclano Deportivo Córdoba CF San Fernando CD R.B. Linense | - Grup I SD Compostela Ourense CF - Grup II CD Lealtad UD Llanera - Grup III CD Laredo Gimnástica de Torrelavega - Grup IV Club Portugalete Sestao River Club - Grup V CE L'Hospitalet Terrassa FC - Grup VI CE Alcoià - Grup VII CDA. Navalcarnero - Grup VIII Zamora CF Gimnástica Segoviana - Grup IX Linares Deportivo CD El Ejido - Grup X CD Ciudad de Lucena - Grup XI UE Poblera CD Ibiza Islas Pitiusas - Grup XII CD Marino - Grup XIII CF Lorca Deportiva Atlético Pulpileño - Grup XIV CF Villanovense CD Coria - Grup XV UD Mutilvera A.D. San Juan - Grup XVI SD Logroñés CD Varea - Grup XVII SD Tarazona CD Teruel - Grup XVIII UD Socuéllamos CF CD Quintanar del Rey | UE Llagostera Las Rozas CF UCAM Murcia CF SD Leioa | CD Anaitasuna Racing Rioja CF CD Ribadumia CD Cantolagua CE Cardassar UD Tomares Racing Murcia FC CD Rincón CD Buñol CD Marchamalo |